# George Paulding Farnham

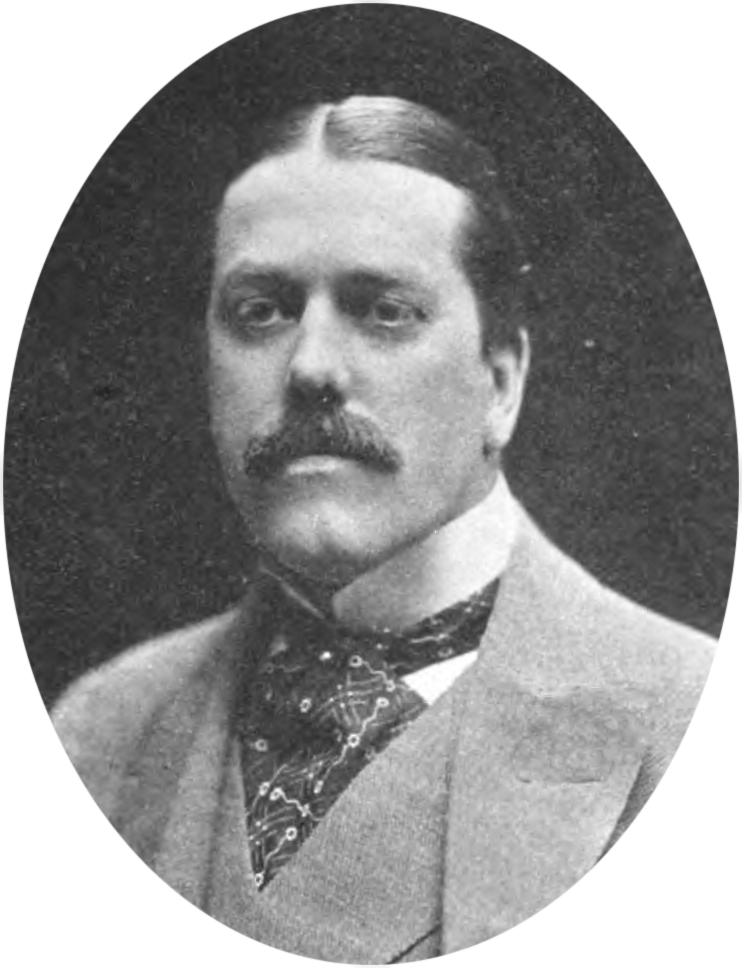

George Paulding Farnham (New York, 6 november 1859 - Santa Clara, 10 augustus 1927) was een Amerikaans juwelenontwerper die werkte voor Tiffany & Co.
Tijdens de Wereldtentoonstelling van 1889 in Parijs won Tiffany de gouden medaille voor juwelen, met broches in orchideevorm, uit email, goud en zilver, die waren ontworpen door Paulding Farnham. Ook later ontwierp hij juwelen in orchideevorm die werden verkocht in Tiffany's in New York.

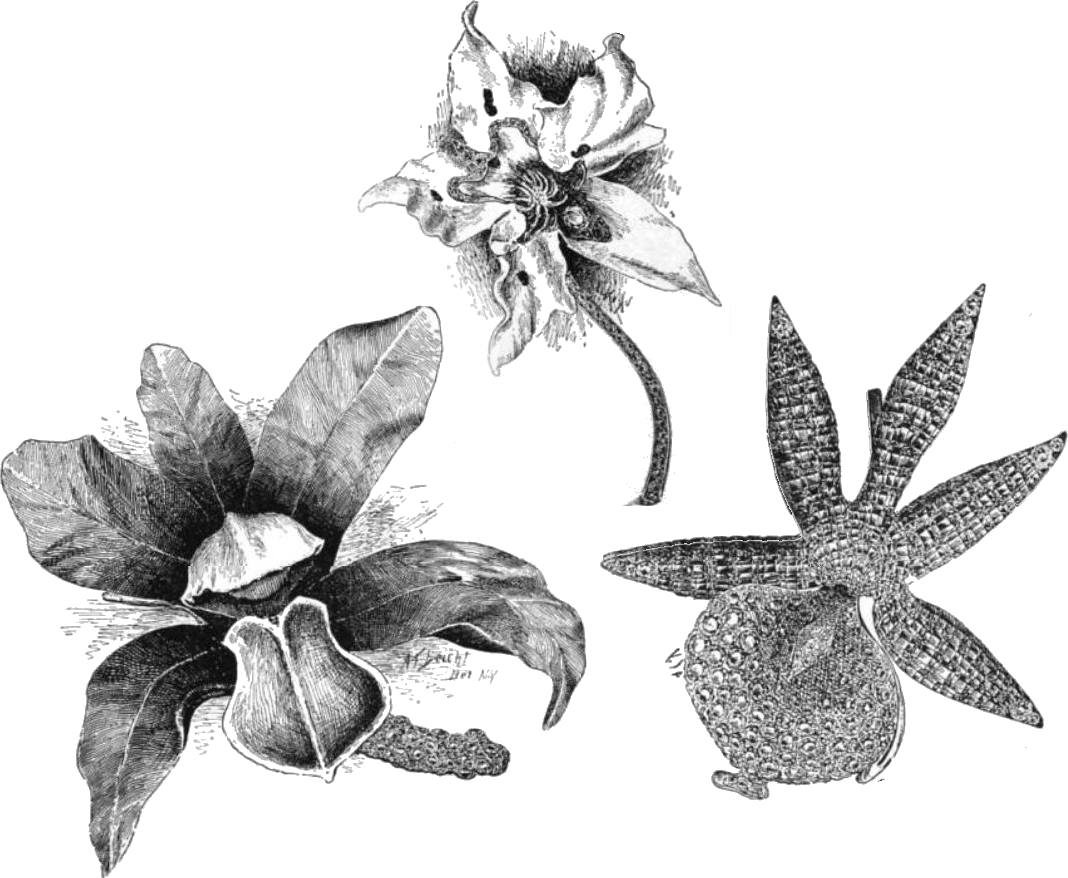
Broches in orchideevorm

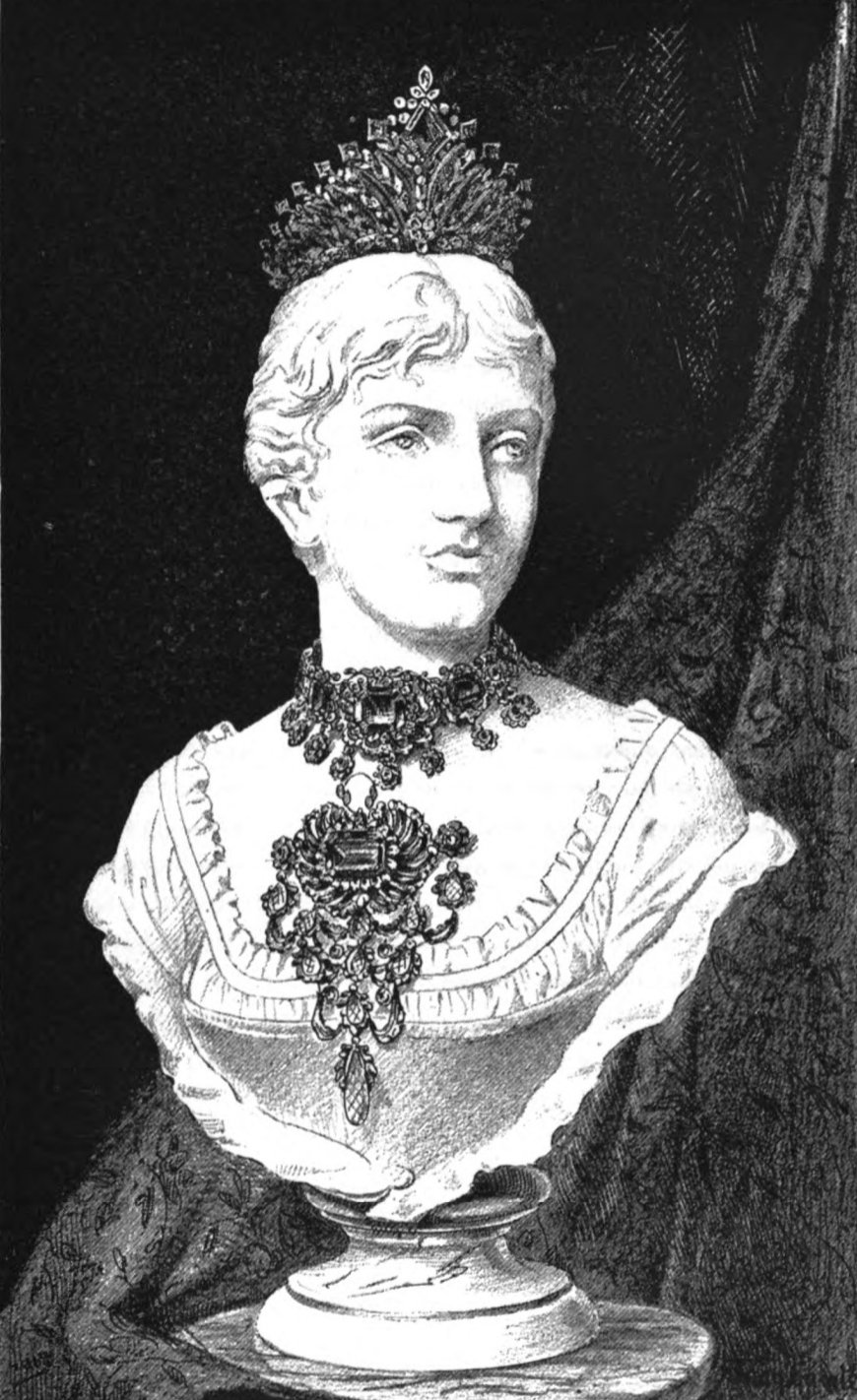
Juwelen voor de Wereldtentoonstelling van 1893 in Chicago

- Bibliothèque nationale de France: cb14517992f (data)
- Gemeinsame Normdatei: 122753569
- International Standard Name Identifier: 0000 0000 2798 3749
- Library of Congress Control Number: n00001692
- Nederlandse Thesaurus van Auteursnamen: 220296847
- SNAC: w6t73p1j
- Union List of Artist Names: 500336597
- Virtual International Authority File: 5822564
- WorldCat: E39PBJcC3Xj4QG6BJjWjtDkv73